# Erythrina lysistemon
Erythrina lysistemon är en ärtväxtart som beskrevs av John Hutchinson. Erythrina lysistemon ingår i släktet Erythrina och familjen ärtväxter. Inga underarter finns listade i Catalogue of Life.

## Bildgalleri

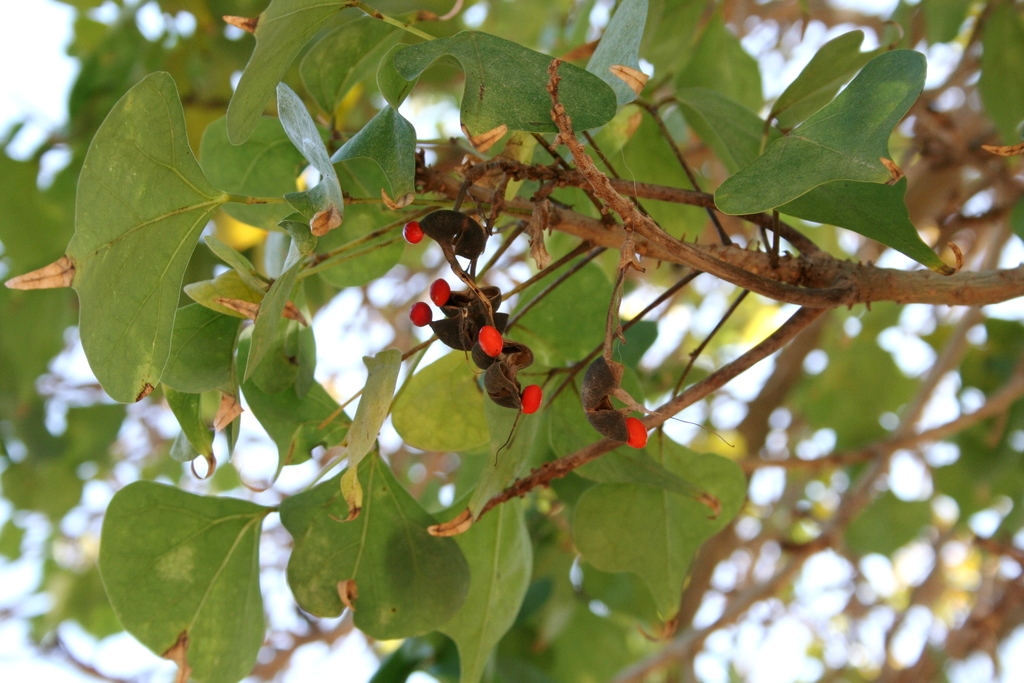
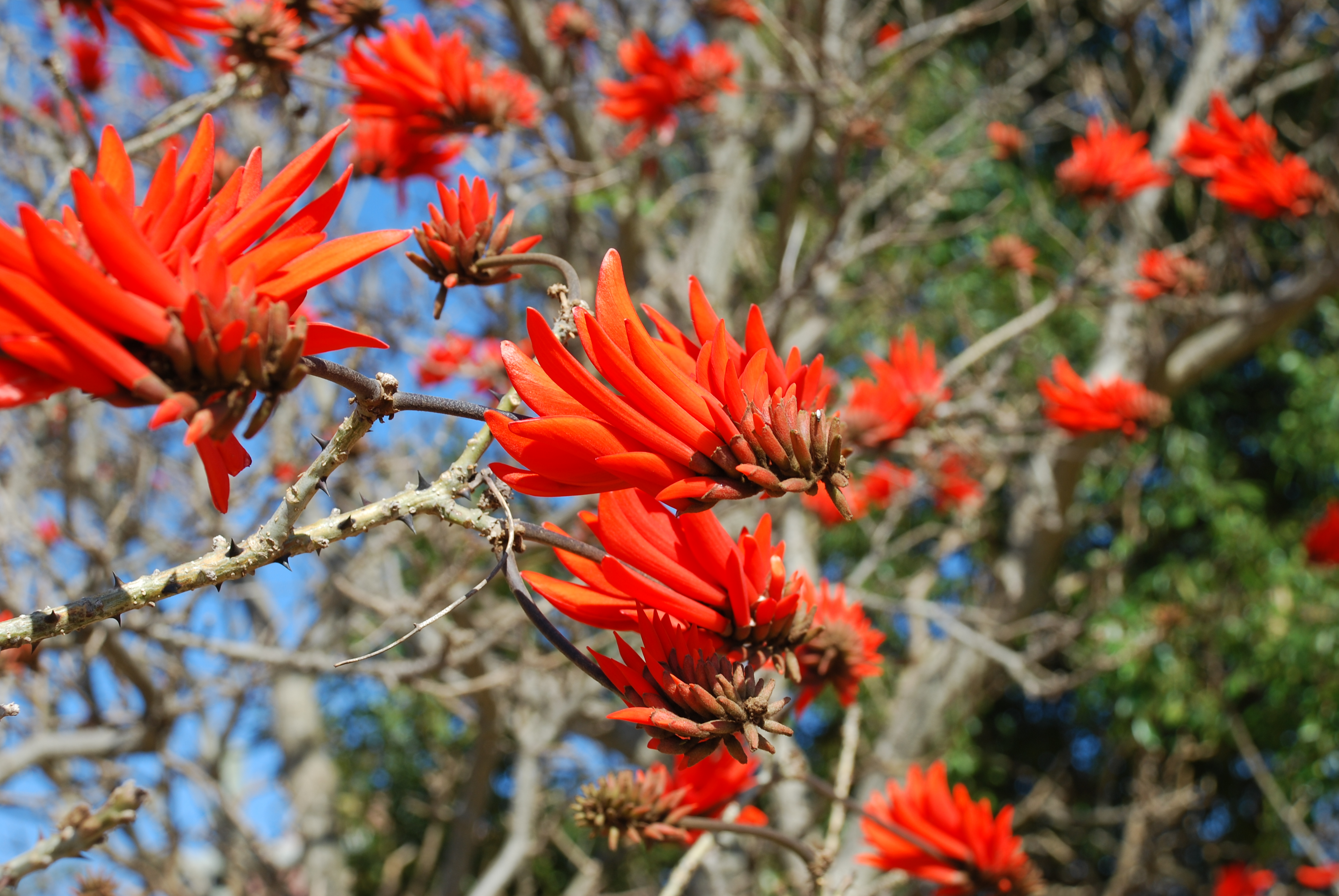
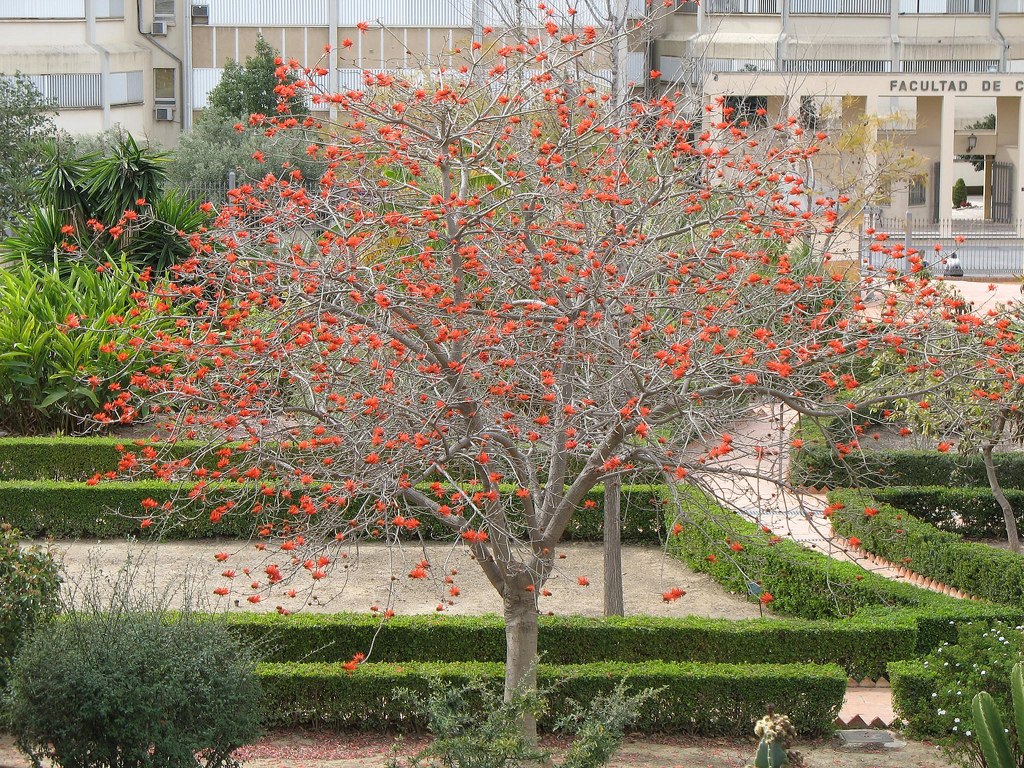
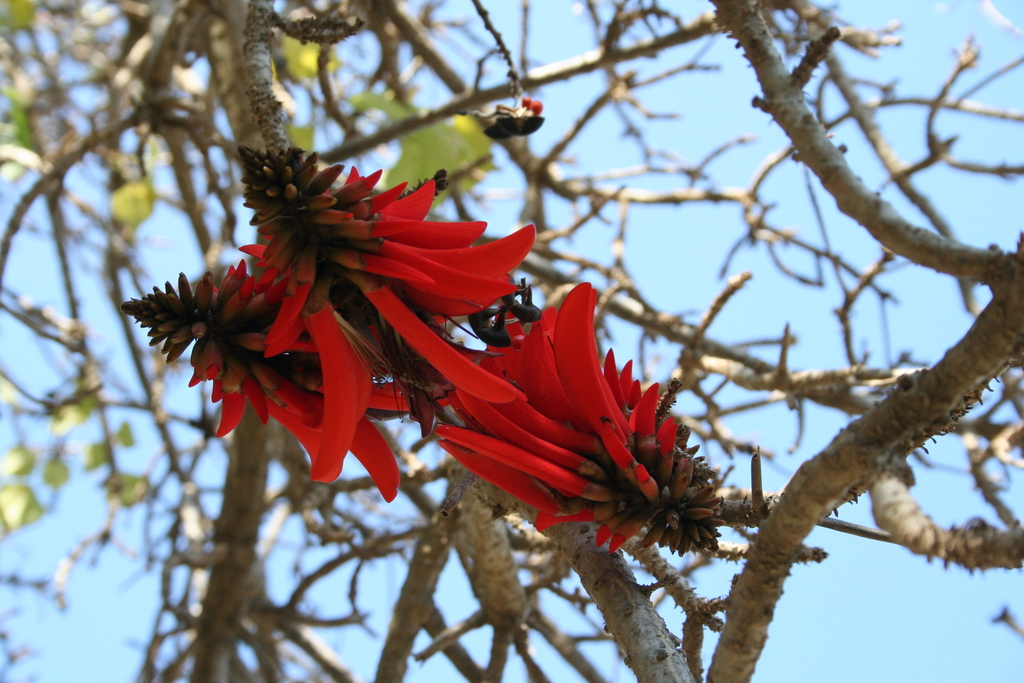
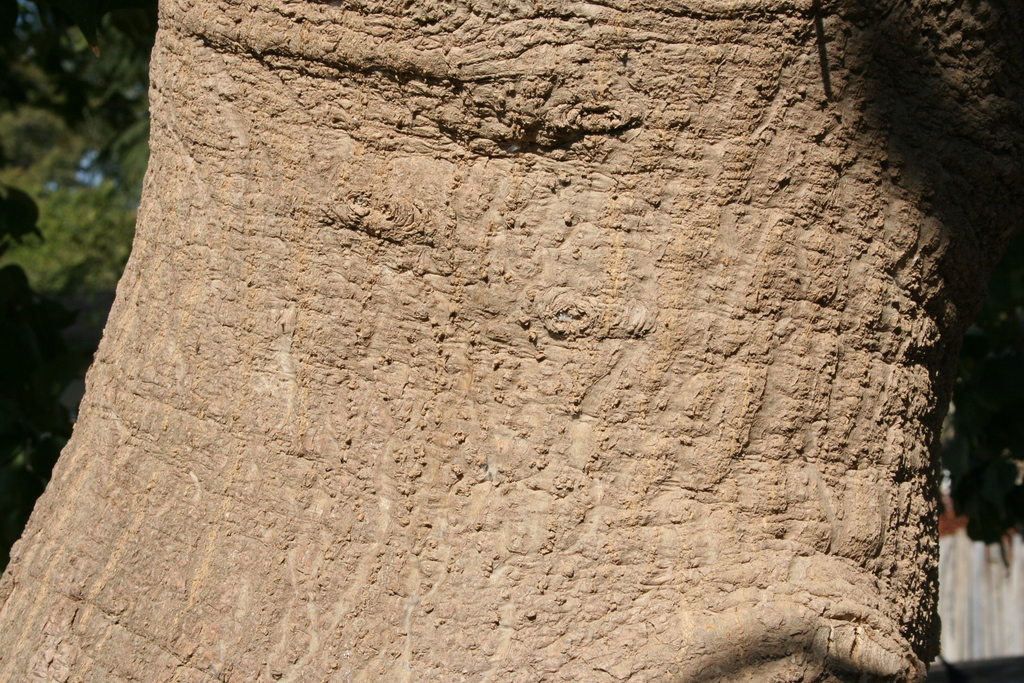
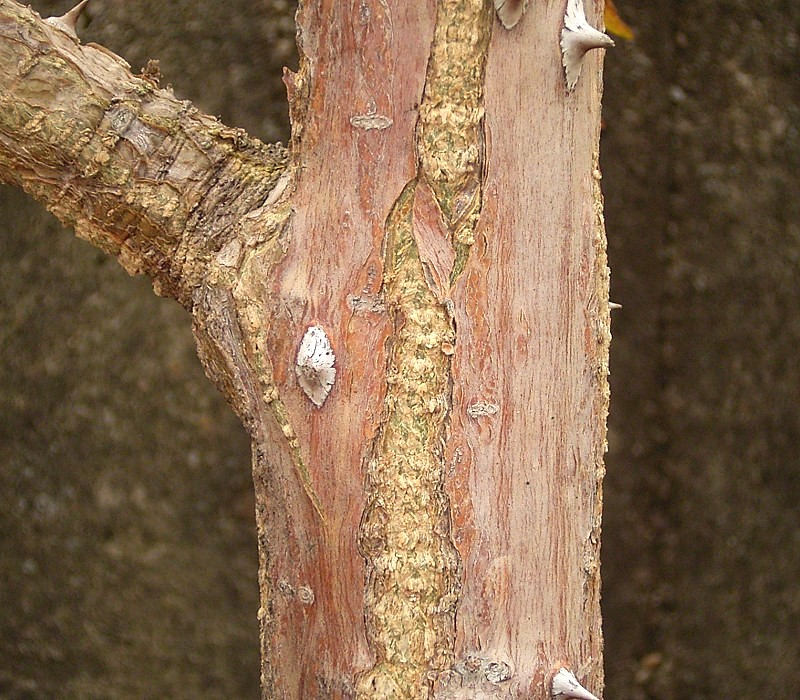
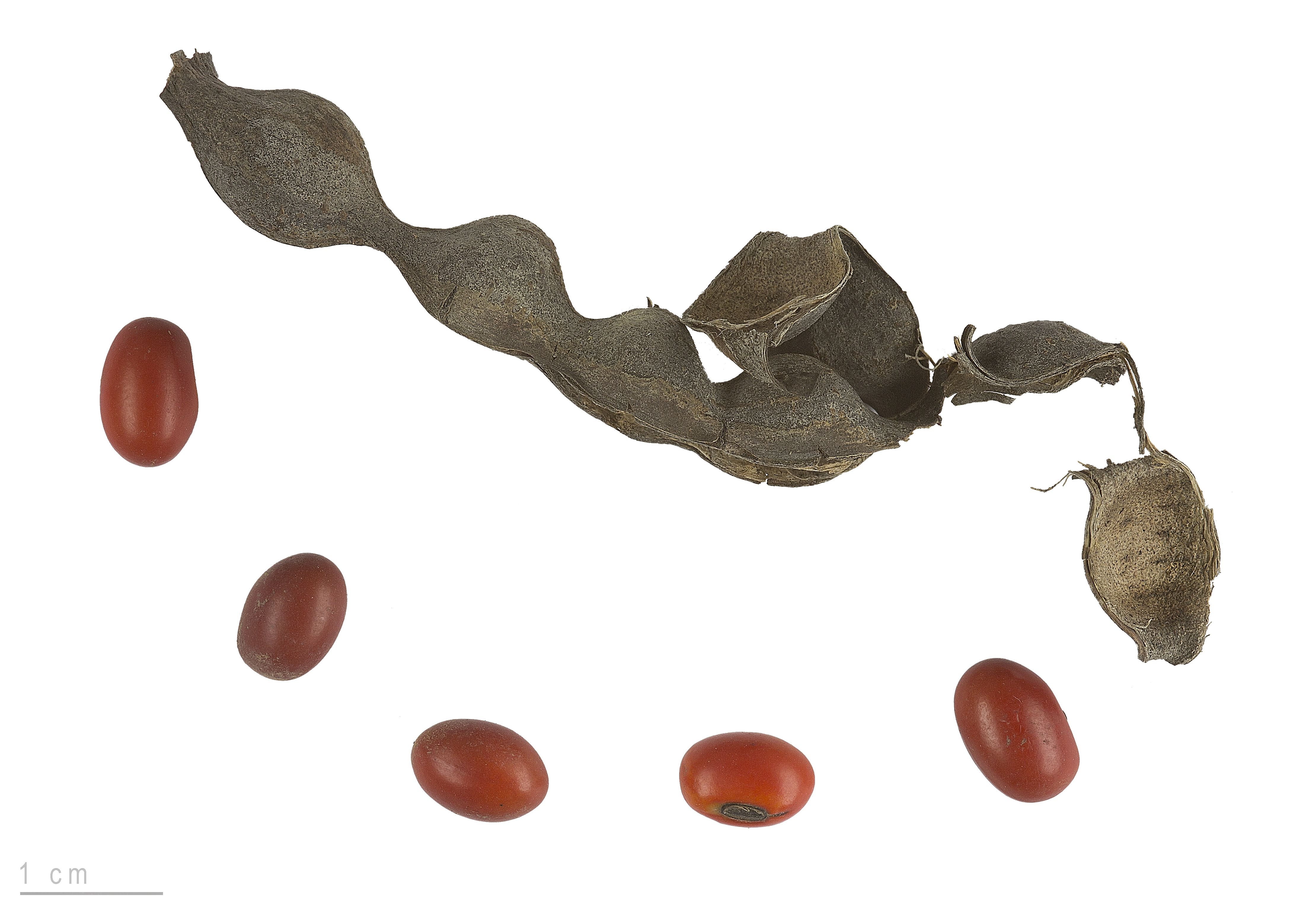
Erythrina lysistemon - Museum specimen